# Dunkeld
Dunkeld is een plaats in het graafschap Perth and Kinross, in Schotland. In 2020 had de plaats 1330 inwoners.
Er staat een eeuwenoude kathedraal in het dorp. Met de bouw van deze kathedraal is men in de 13e eeuw begonnen. Er heeft in 1689 een gevecht plaatsgevonden waardoor het grootste gedeelte van de huizen van na die tijd zijn. In dit gevecht vochten de aanhangers van het Jakobitisme tegen Willem III van Oranje.